# RU d'Andròmeda
RU d'Andròmeda (RU Andromedae) és una estrella variable a la constel·lació d'Andròmeda. Es classifica com una estrella gegant polsant variable semiregular i varia des d'una magnitud visual aparent de 14,5 amb una brillantor mínima fins a una magnitud de 9,9 amb una brillantor màxima, amb un període aproximat de 238,3 dies.